# Steelville (Misuri)
Steelville es una ciudad ubicada en el condado de Crawford en el estado estadounidense de Misuri. En el Censo de 2010 tenía una población de 1642 habitantes y una densidad poblacional de 261,98 personas por km².

## Geografía
Steelville se encuentra ubicada en las coordenadas 37°58′11″N 91°21′17″O / 37.96972, -91.35472. Según la Oficina del Censo de los Estados Unidos, Steelville tiene una superficie total de 6.27 km², de la cual 6.27 km² corresponden a tierra firme y (0%) 0 km² es agua.

## Demografía
Según el censo de 2010, había 1642 personas residiendo en Steelville. La densidad de población era de 261,98 hab./km². De los 1642 habitantes, Steelville estaba compuesto por el 96.1% blancos, el 0.97% eran afroamericanos, el 1.16% eran amerindios, el 0.43% eran asiáticos, el 0% eran isleños del Pacífico, el 0.55% eran de otras razas y el 0.79% pertenecían a dos o más razas. Del total de la población el 1.77% eran hispanos o latinos de cualquier raza.